# Jinning (Kinmen)
Jinning (chinesisch 金寧鄉, Pinyin Jīnníng xiāng, Min Nan: Kim-lîng-hiong) ist eine Landgemeinde des Landkreises Kinmen in der Republik China (Taiwan).

## Lage und Beschreibung

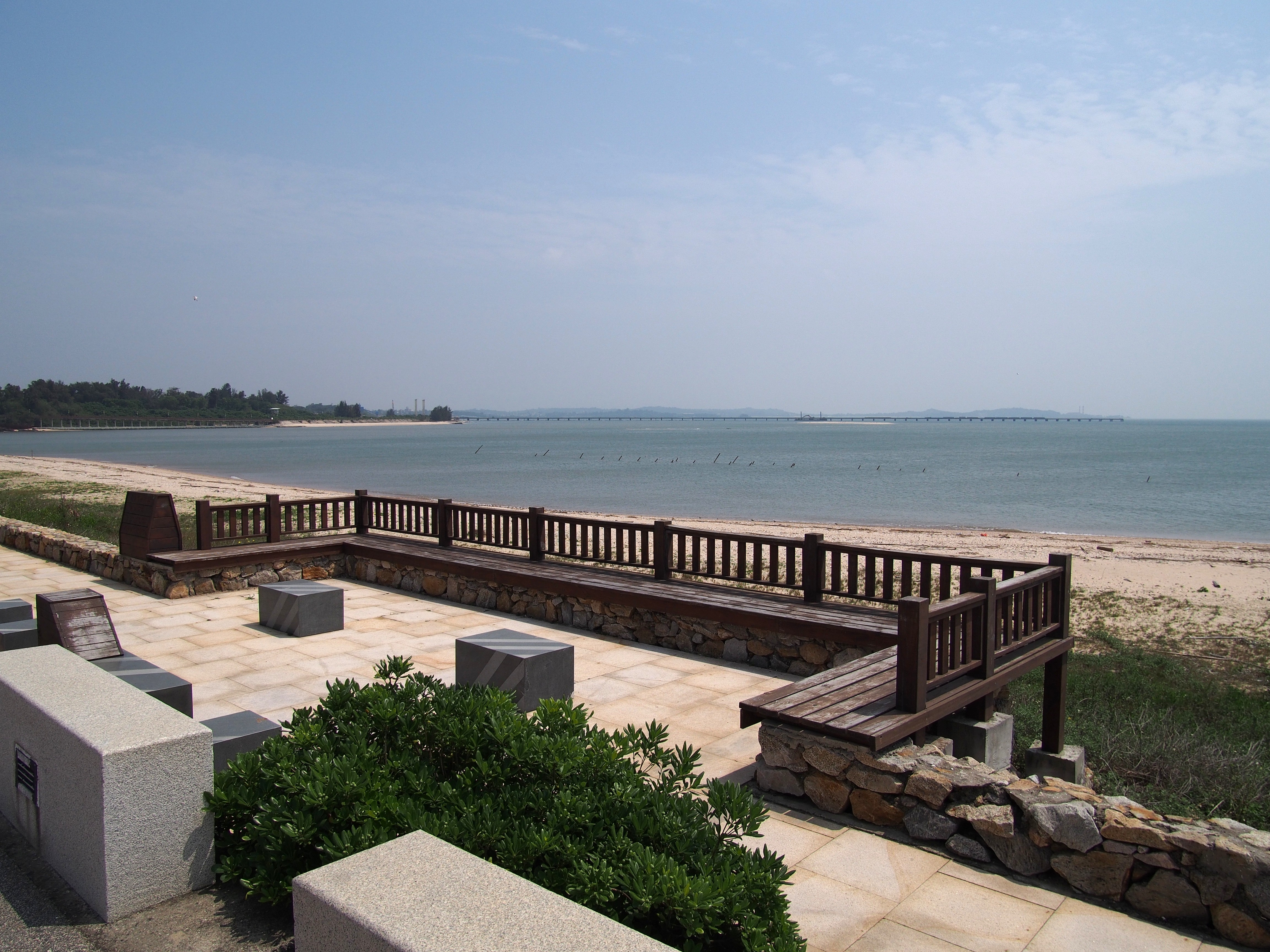
Blick auf den Cihu-See

Die Gemeinde Jinning befindet sich auf der Insel (Groß-)Kinmen am westlichen Rand der Taiwanstraße vor der Küste der chinesischen Hafenstadt Xiamen. Jinnings Nachbarn sind Jinhu im Osten, die Kreishauptstadt Jincheng im Südwesten und die Inselgemeinde Lieyu im Westen.
An der Westküste Jinnings liegt der Cihu (慈湖), ein künstlicher Salzwassersee, der heute hauptsächlich zur Aquakultur genutzt wird.
Jinning verzeichnet seit Ende des 20. Jahrhunderts ein beträchtliches Bevölkerungswachstum. Die Einwohnerzahl nahm zwischen 1996 (circa 8000) und 2024 (fast 36.000) um mehr als das Vierfache zu.
In Jinning befindet sich die Nationaluniversität Quemoy (國立金門大學 Guoli Jinmen Daxue, NQU), die gemeinsam mit der auf Penghu befindlichen Universität Penghu eine von zwei Universitäten der Republik China ist, die nicht auf Taiwan liegen. Die Nationaluniversität Kaohsiung (國立高雄大學) einen Teilcampus in Jinning.

## Geschichte

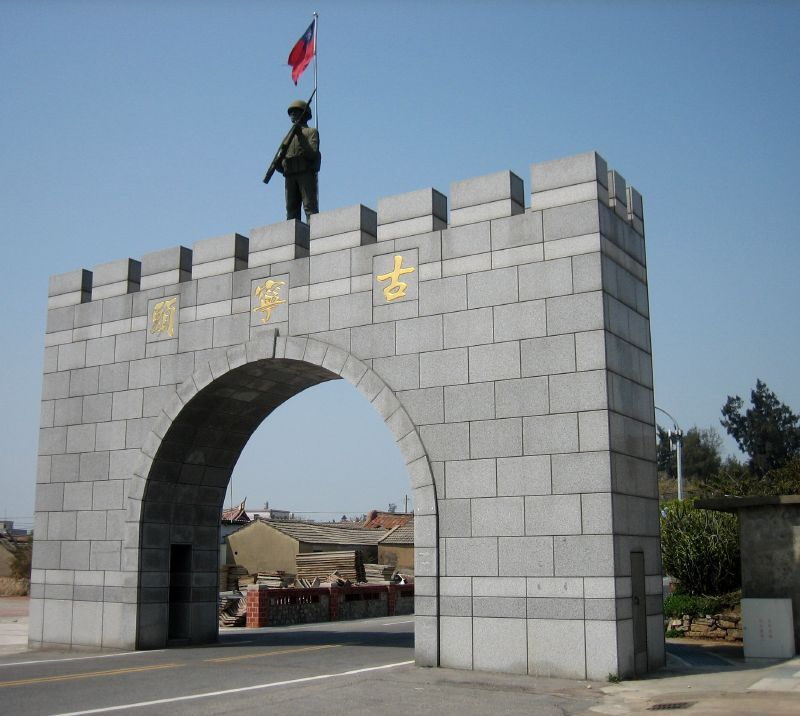
Der Guningtou-Bogen, Erinnerung an die Schlacht von 1949

Wie ganz Kinmen ist auch das Gebiet Jinnings seit prähistorischer Gebiet besiedelt und seine Geschichte ist mit der Geschichte Chinas verbunden. Von altersher wurden Landwirtschaft und Fischerei betrieben. Die Geschichte der Austernzucht reicht bis zum Anfang des 17. Jahrhunderts zurück.
Nach dem Chinesischen Bürgerkrieg befand sich Kinmen an der Frontlinie zwischen Volksrepublik und Republik China und wurde unter Militärverwaltung gestellt. Vom 25. bis zum 27. Oktober 1949 war das Dorf Guning, das heute den Norden der Gemeinde Jinning bildet, Schauplatz der Schlacht von Guningtou, in der ein Landungsversuch der Volksbefreiungsarmee abgewehrt wurde. 1953 wurden Guning und fünf weitere Dörfer zur Landgemeinde Jinning des Landkreises Kinmen zusammengefasst.

## Verkehr und Wirtschaft

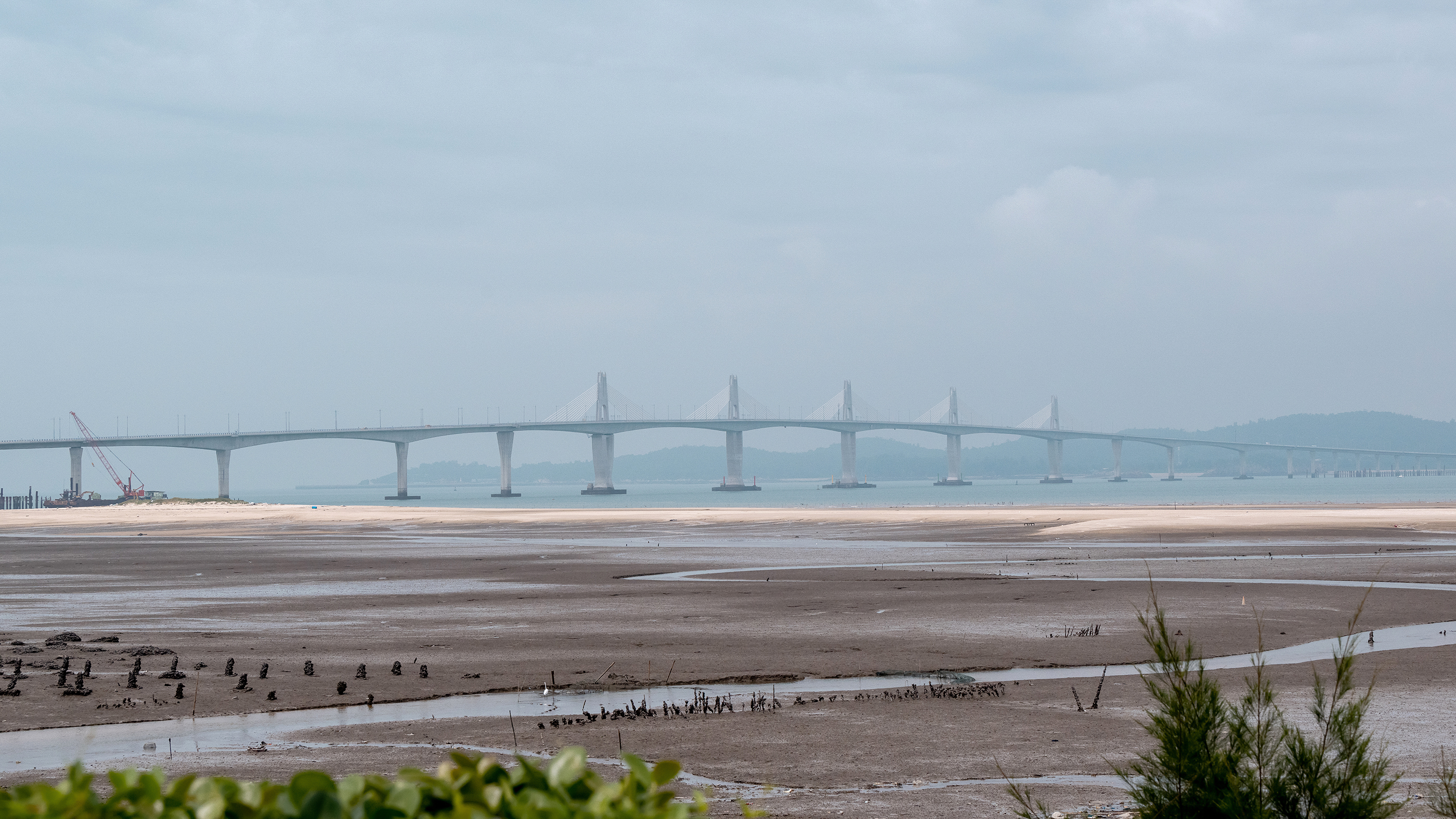
Die Kinmen-Brücke

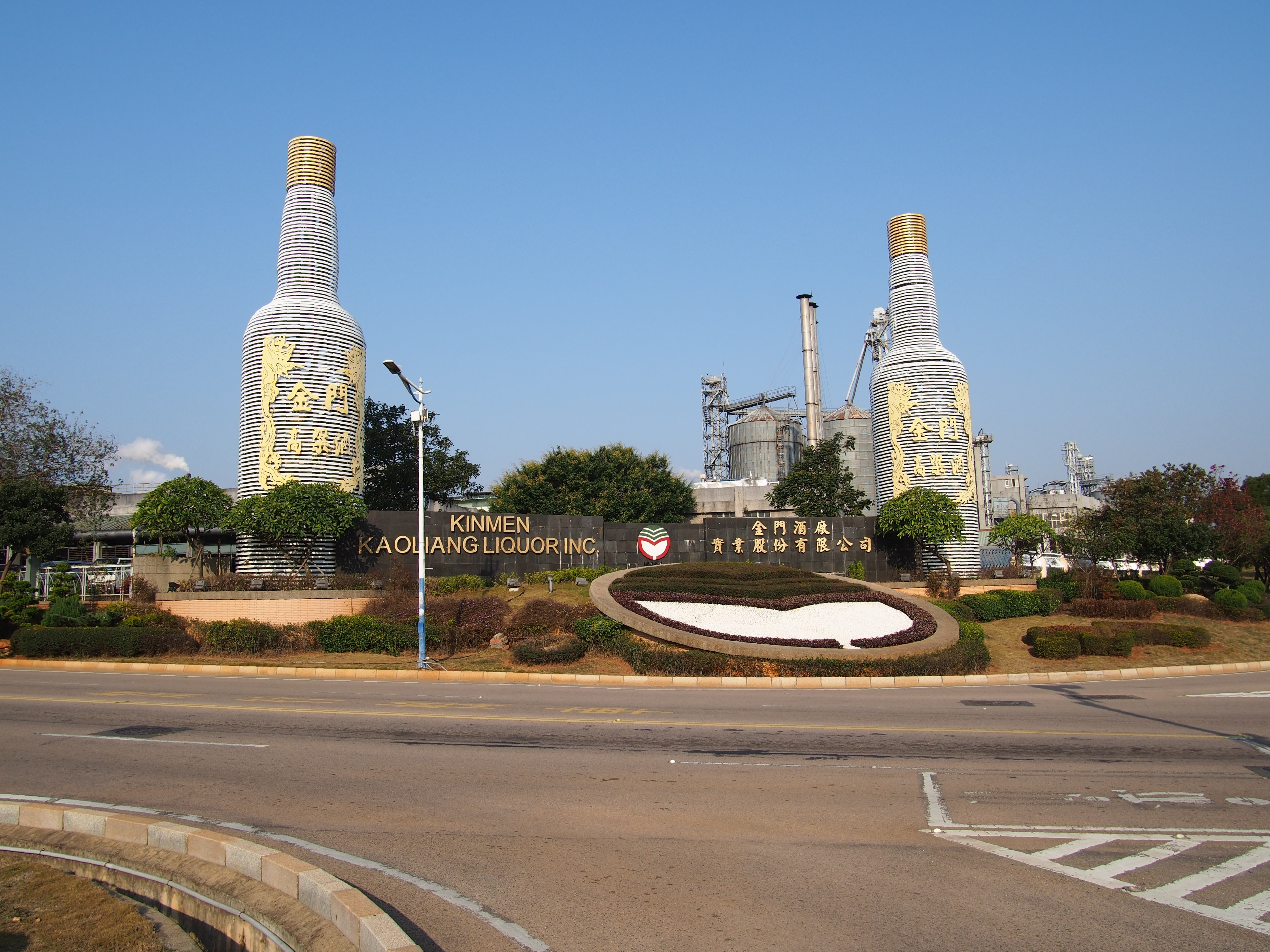
Die Kinmen-Distillerie

Jinning ist an das Straßennetz der Insel und die lokalen Buslinien angebunden. Die Westküste der Gemeinde ist seit 2022 durch die 5,4 km lange Kinmen-Brücke (金門大橋 Jinmen Daqiao) mit der Insel Lieyu (Klein-Kinmen) im Westen verbunden.
Jinnings Wirtschaft ist traditionell von Fischerei und Landwirtschaft geprägt, doch ist seit dem Ende der Militärverwaltung 1992 auch der Tourismus ein bedeutender Faktor. Wichtigstes Produkt Jinnings ist Sorghumhirse, gefolgt von Erdnüssen, Süßkartoffeln, Mais und Austern. Aus Sorghumhirse wird in der hier ansässigen Kinmen-Distillerie (金門酒廠) Kinmens berühmtestes Produkt, der Schnaps Kaoliang gebrannt.

## Kultur und Sehenswürdigkeiten

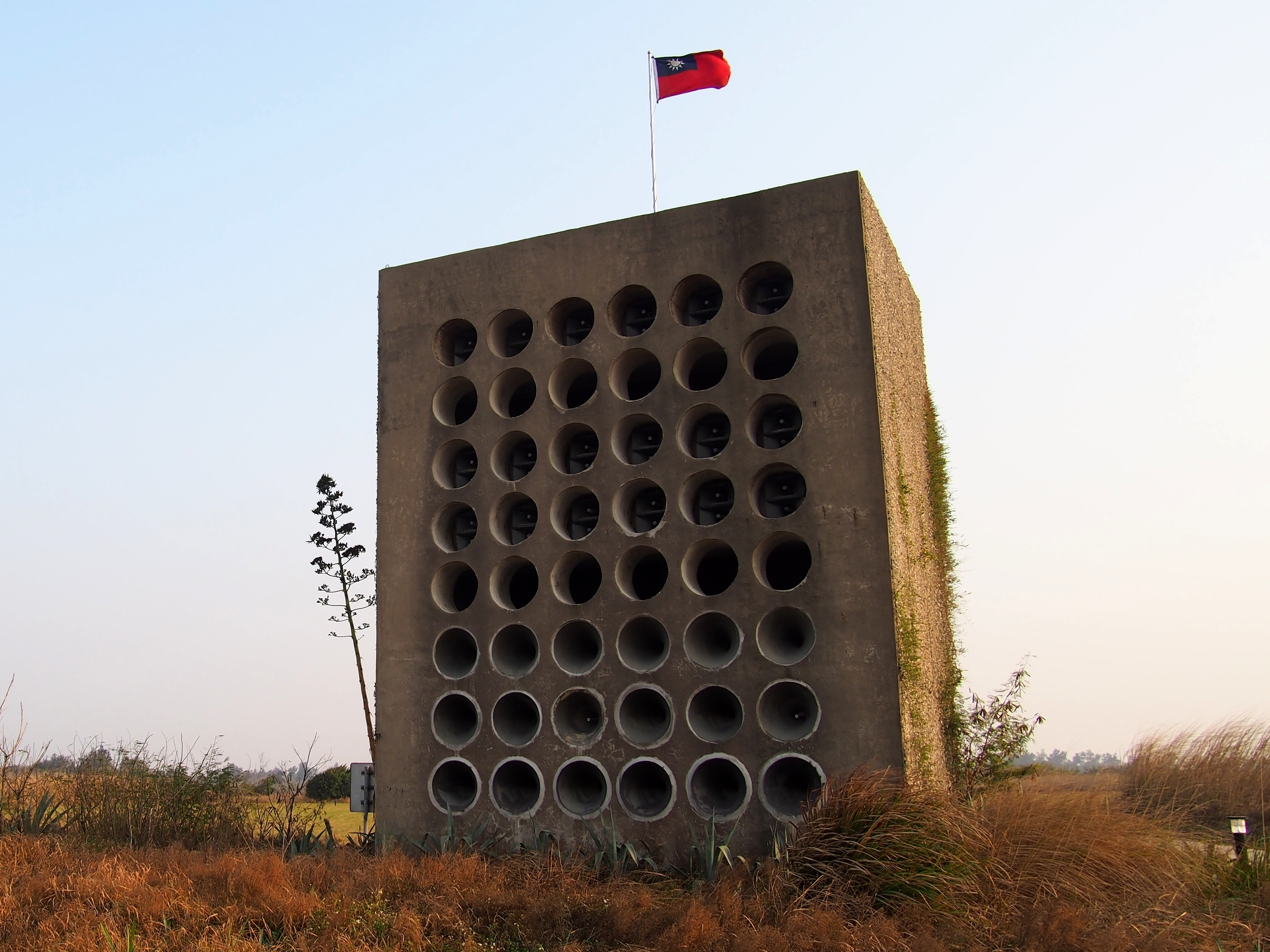
Die Beishan-Lautsprecherwand

Ein religiöses Zentrum Jinnings ist der dem Gott Guandi gewidmete Shuangli Gudi Guandi Miao (雙鯉古地關帝廟) aus dem 18. Jahrhundert.
Viele Sehenswürdigkeiten hängen mit den kriegerischen Auseinandersetzungen des 20. Jahrhunderts zusammen. Im Dorf Guning erinnert ein Museum (古寧頭戰史館 Guningtou Zhanshi Guan) an die Schlacht von Guningtou 1949. An der Nordspitze Jinnings steht die Beishan-Lautsprecherwand (北山播音牆), etwa so hoch wie ein dreistöckiges Gebäude, von der aus ab 1969 durch 48 Lautsprecher das chinesische Festland mit Propagandasendungen beschallt wurde.
Die Natur Jinnings ist durch Wander- und Radwanderwege erschlossen. An der Südküste der Gemeinde gibt es den Houhu-Küstenpark (後湖濱海公園) mit Sandstränden. Ein Teil des Watts im Norden der Gemeinde ist als Schutzgebiet für Pfeilschwanzkrebse ausgewiesen.
Im Jahr 2012 gehörten 911,5 ha des Gemeindegebiets zum Kinmen-Nationalpark.